# المرأة في مجال الطيران

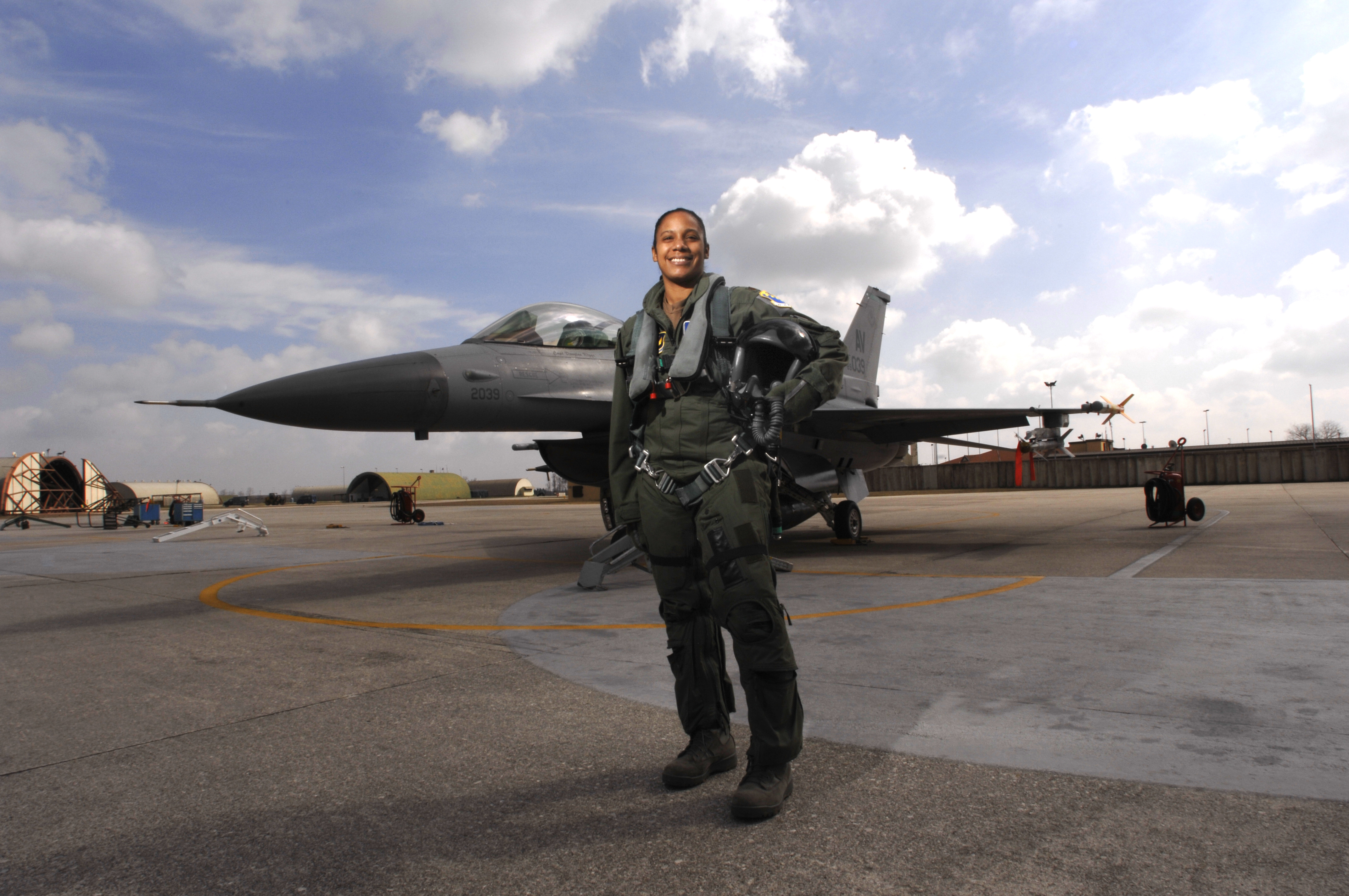
أول طيارة عسكرية أمريكية في القوات الجوية الأمريكية من أصل أفريقي شاونا روتشيل كيمبريل.

انخرطت النساء بشكل فعّال في الطيران منذ البداية، بدءاً بالطيران الأخفّ من الهواء (المناطيد)، وخلال مراحل تطوير الطائرات، والمروحيات، وتقنيات السفر إلى الفضاء. منذ العام 1908 والطيّارات النساء يسيّرن الطائرات ذات المحرّكات؛ قبل العام 1970، اقتصر عمل معظم النساء على الطيران الخاص أو في أدوار ثانوية في القطاع الجوي. منح الطيرانُ النساءَ الفرصةَ ليسافِرنَ وحدهنّ في رحلاتٍ لم يُعهد لها مثيل. حققت النساءُ نجاحاتٍ في شتّى حقول الطيران، وأدّين دورَ المرشدات للشابات حديثات الخبرة، وقدّمن لهنّ المساعدة المهنيّة في أعمالهنّ.
لم يكد يمضي عقدان من الزمن على اختراع الطائرات ذات المحركات القوية، حتى شاركت النساءُ في جميع القارات، باستثناء القارة المتجمدة الجنوبية -آنتاركتيكا، في الطيران، والعروض الجوية، والقفز المظلي، وحتى في الطيران التجاري لنقل الركّاب. خلال الحرب العالمية الثانية، شاركت نساءٌ من جميع أرجاء العالم في المجهود الحربي، وعلى الرغم من عدم السماح لهنّ بالاشتراك في العمليات العسكرية الجوية، شاركت نساء كثيرات في قيادة الطائرات لتقديم الخدمات الاحتياطية. في الخمسينيات والستينيات من القرن العشرين، لم يكن مسموحًا للنساء المشاركة سوى في مجالات الدعم، كبرامج محاكاة الطيران، أو مراقبة الملاحة الجوية، أو كمضيفات طيران. ابتداءً من سبعينيات القرن العشرين، سُمِح للنساء بالمشاركة في الخدمة العسكرية الجوية في معظم الدول.
ارتفعت نسبة مشاركة النساء في مجال الطيران عامًا بعد عام. في الثلاثينيات من القرن الماضي في الولايات المتحدة، كان عدد النساء التي تقود طائرات 200 امرأة، ولكن خلال 5 سنواتٍ، ازداد عددهن إلى 700. تبلغ نسبة الطيّارات النساء في السفر التجاري في العالم 3%.

## التاريخ

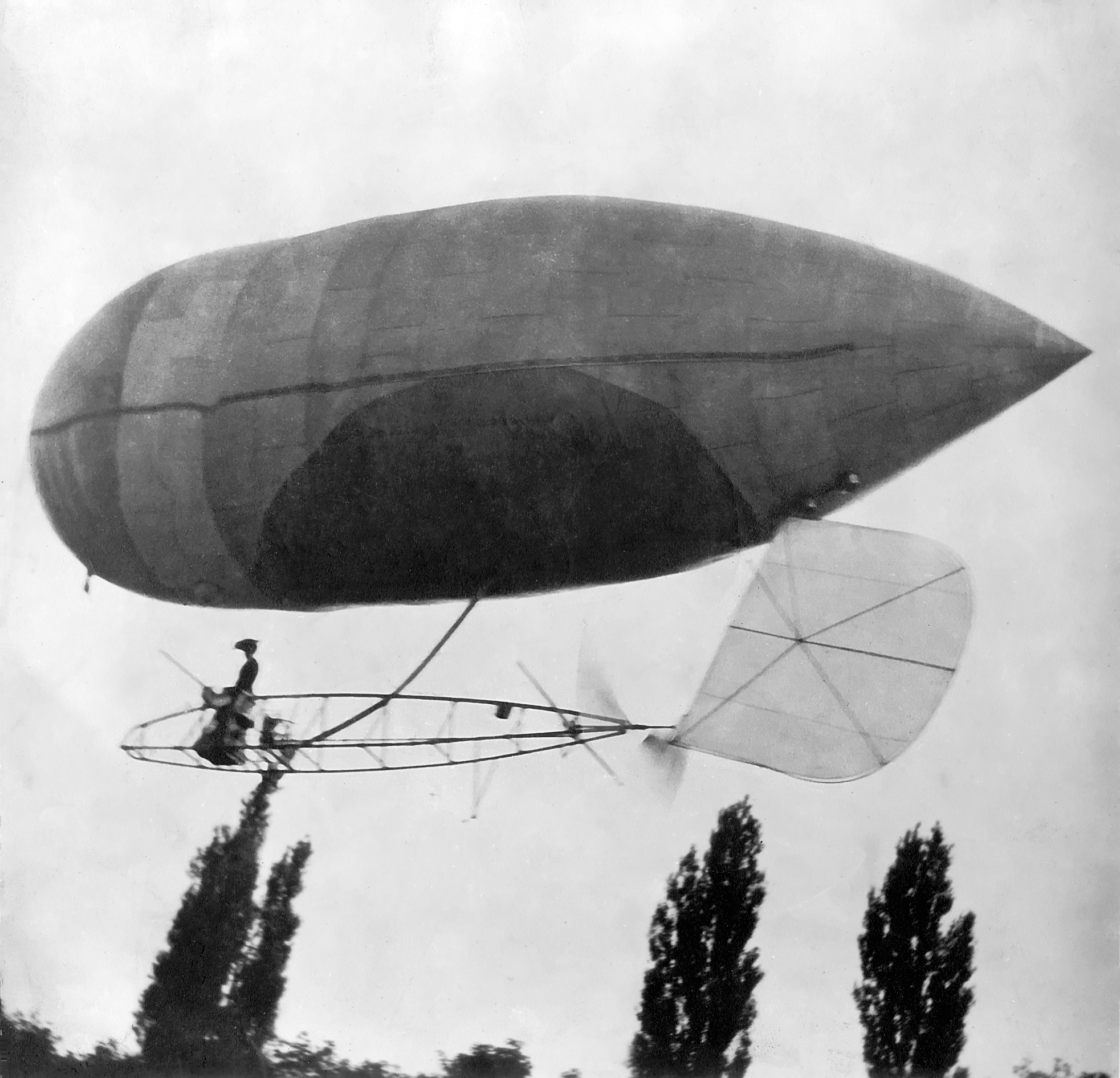
آيدا دي أكوستا محلقة في سفينة هواء ألبرتو سانتوس عام 1903

كانت إليزابيث ثيببل أوّل امرأة طيارة، وكان ذلك بمنطاد الهواء الساخن فوق مدينة ليون الفرنسية في العام 1784. وبعد ذلك بأربع سنوات، كانت جان لابروس أوّل امرأةٍ تطير لوحدها بمنطاد، وأصبحت أول امرأة تُجري قفزاً مظلياً. في يونيو 1903، كانت آيدا دي أكوستا الأمريكية تقضي عطلتها في باريس، وأقنعت المخترع آلبيرتو سانتوس-دومونت أن يسمح لها بقيادة سفينة الهواء، لتصبح أوّل امرأة معروفة تقود مركبة طائرةً ذات محرّك.
طار الأخوان رايت بأوّل طائرة تعمل بالمحرّكات في 17 ديسمبر 1903، وشعرا بأنّه من الضروري الاعتراف بفضل أختهما كاثرين عليهما، مهنياً ومادياً. ابتداءً منذ العام 1906، بدأت المخترعة الجوية إيما ليليان تود بتصميم طائراتها الخاصة. أقلعت أول طائرة من تصميم تود في العام 1910، وقادها ديدييه ماسون.
في العام 1908، وفي سن الخامسة عشر، كانت جورجيا تايني برودويك أول امرأة تقفز من طائرة. وفي العام 1914، كانت بروديك أول امرأة تُجري استعراض قفز مظلي للحكومة الأمريكية. عند تقاعدها في العام 1922، كان رقمها الخاص 1100 قفزة مظلية.

### مطلع القرن العشرين

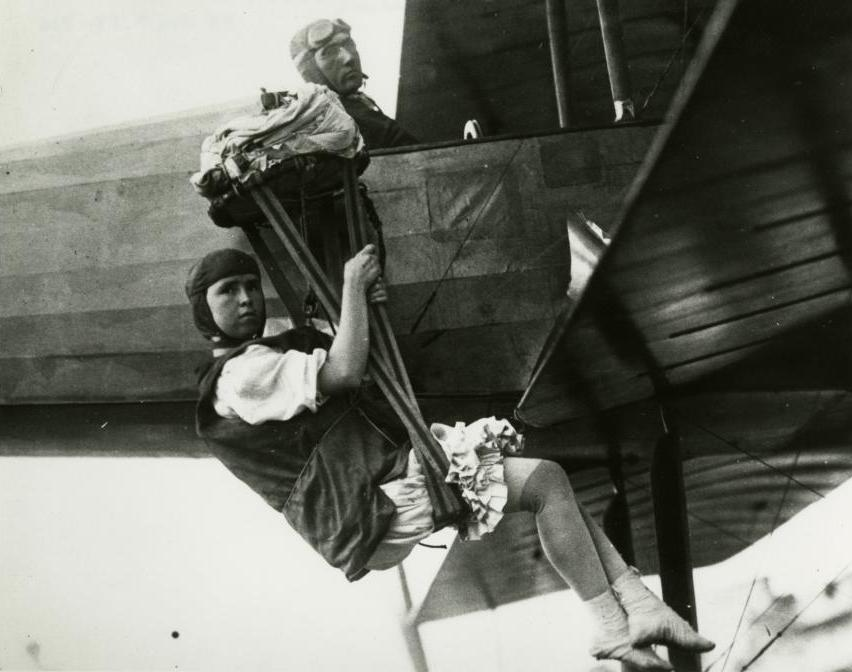
جورجيا تايني برودويك تعود عام 1913 وهي إحدى أولى القافزات المظليات في التاريخ

تتضمّن قائمة رائدات الطيران، الفرنسية ريموند دو لاروش، وكانت المرأة الأولى التي تحصل على رخصة للطيران في العالم، في 8 مارس 1910. حصلت 7 نساءٍ أخريات على رخصة للطيران في السنة التالية. كانت منهنّ ماري مارفينغت، أول امرأة تشترك في القتال وتنفيذ الغارات على ألمانيا. في العام 1910، وقبل حصولها على شهادة الطيران، صمّمت البريطانية ليليان بلاند طائرةً شراعيةً وطارت بها فوق بلفاست بأيرلندا الشمالية.
في 13 أكتوبر 1910، تلقّت بيسيكا رايش ميدالية ذهبية من جمعية الملاحة الجوية في نيويورك، تقديراً لها كأول امرأة أمريكية تطير منفردة. في 1911، حصلت الروسية ليديا زفيريفا على أول رخصة طيران لامرأة في روسيا.في 29 أغسطس 1911، كانت البريطانية هيلدا هيوليت أول امرأة بريطانية تحصل على رخصة للطيران، وعلّمت ابنها قيادة الطيارات في نفس السنة. في سبتمبر 1910، أصحبت ميلي بيزه أول امرأة ألمانية تنال رخصة قيادة الطائرة، ووضعت في العام التالي تصميمها الأول لطائرة صنعت لاحقًا في العام 1913.
في 10 أكتوبر 1911، كانت بوجينا لاجليروفا التشيكية أوّل امرأة تحصل على رخصة الطيران النمساوية، ثم نالت الرخصة الألمانية بعد 9 أيام. كانت ليلي شتاينشنايدر أول مواطنة من الإمبراطورية النمساوية المجرية تحصل على رخصة الطيران.
حصلت روزينا فيراريو، أول امرأة طيّارة في إيطاليا، على رخصة الطيران في 3 يناير 1913، ولكنها فشلت في إقناع حكومتها والصليب الأحمر بالسماح للنساء بنقل الجنود المصابين خلال الحرب العالمية الأولى. تلقّت إيلينا كارجياني-ستونيسكو، أوّل امرأة طيارة رومانية، إجابة مشابهة من حكومتها بخصوص اشتراك الطيّارات النساء في المجهود الحربي الجوي، فانتقلت إلى مهنة الصحافة.
كانت آن ماريا بوتشاريلي، من جنوب أفريقيا، أول امرأة تحصل على رخصة الطيران في القارة السمراء. في العام 1916، أصبحت جانغ شاون أول امرأة طيّارة صينيّة. وفي العام 1918، أصبحت كاثرين ستينسون أول امرأة تقود طائرةً للبريد بين شيكاغو ونيويورك. في العام 1919، كانت روث لو أوّل قائدة طيارة لنقل البريد الرسمي بين الولايات المتحدة والفلبين.
انخرطت النساءُ الطيّارات في تعليم قيادة الطائرات للآخرين. أسست هيلدا هيوليت وجوستاف بلوندوه مدرسة تعليم طيران في إنجلترا في العام 1910. عملت شارولته مورينج كمديرة لمدرسة تعليم الطيران في العام 1913.

### عشرينيات القرن العشرين
بعد انتهاء الحرب العالمية الأولى سُمح للرجال والنساء شراء الطائرات الفائضة عن الحاجة والخارجة من الخدمة. جاب الطيّارون البلداتِ وأجروا استعراضاتٍ جوية لجذب الاهتمام. لم تتأخر النساءُ عن المشاركة في هذه الاستعراضات.
كانت الطيّارة الفرنسية ماري مارفينغت أوّل من اقترح استخدام الطائرات للإسعاف في العام 1912، واستمرت بالترويج لاقتراحها بنجاح، حتى تمّ لها ذلك خلال الحروب الاستعمارية الفرنسية.

### ثلاثينيات القرن العشرين
بعد انهيار سوق البورصة في العام 1929 وما لحقه من وقوع الكساد الكبير في الولايات المتحدة، اقتصر دور النساء في الطيران على البيع، والتسويق، والتدريب. في العام 1930، اقترحت إلين كيرش، التي كانت طيّارة وممرضة، السماح للنساء بالعمل في الطائرات كمضيفات.
الأمريكية أميليا إيرهارت، أول امرأة تطير لوحدها فوق المحيط الأطلسي في 1932، وكان لأيرهارت شعبية كبيرة في ذلك الوقت، وحثت على تشجيع وتمكين الشابات ليصبحن طيارات. في العام 1936، أصبحت الألمانية هانا رايتش أول امرأة تقود طائرة حوّامة. في العام 1939، تأسس رابطة الطيران النسائية في جنوب أفريقيا.

### أربعينيات القرن العشرين
مع بدء الحرب العالمية الثانية، انخرطت نساءٌ أكثر في القتال. وهيمنت النساءُ على مجال تدريب عمّال الطيران الجوي، وعملت النساء الطيارات في أمريكا في مجال مراقبة الحركة الجوية. عملت الطيّارات النساءُ في بريطانيا وفرنسا وجنوب إفريقيا وكندا في الطيران المساعِد.

### خمسينيات القرن العشرين
في العام 1951، جنّدت القوات الجوية لجيش التحرير الشعبي الصيني 55 امرأة متدرّبة. تأسست العديد من الرابطات النسائية الجوية حول العالم، ما شجّع الكثير من النساء على الانخراط في سلك الطيران.

### ستينيات القرن العشرين
في الستينيات، كان الناس يرون عمل مضيفات الطيران كمغامرةً مدهشة، ورسمت بعض الإنتاجات الفنية، غناءً وتمثيلاً وروايةً، المضيفة كشخصيةٍ ساحرة تطلب الرومانسية. استثمرت شركات الطيران هذه الصورة لتروج بأنها المرأة المثالية، ولكن من جهة أخرى، كان هذا استغلالاً رخيصاً للمرأة وإظهارها كسلعة.

### سبعينيات القرن العشرين
لحدّ السبعينيات من القرن الماضي، اعتُبرت مهنة الطيران مهنةً مقتصرة على الرجال في الولايات المتحدة. ولم يُسمح للنساء بقيادة الطائرات المقاتلة حتى العام 1993. في نهاية المطاف، اقتحمت النساء مجال الطيران التجاري في السبعينيات والثمانينيات.

### نهاية القرن العشرين
مع نهاية القرن العشرين، بدأت الجهود القانونية لإزالة الحواجز بين الأجناس والأعراق في قطاع الطيران تأتي بثمارها، وتمثّلت في تعديلاتٍ غيّرت وجه قطاع الطيران وأنشطة التوظيف.
في أفريقيا، وبسبب غياب شركات طيران وطنية قوية، هيمنت الشركات الأوربية على قطاع الطيران، ولكن النمو في قطاع الطيران الذي شهدته الثمانينيات والتسعينيات نقل 26% من أسهم سوق الرحلات العابرة للقارات إلى الشركات الوطنية. خلال التسعينيات، أدى نموّ قطاع السياحة في أمريكا اللاتينية وجزر الكاريبي إلى توسع هائل في قطاع الطيران المدني.
في مجال الخدمات العسكرية، ازداد في هذه الفترة دور المرأة في أمريكا الشمالية، وأوروبا، وآسيا.

## الوقت الحالي
ما زالت نسبة مشاركة النساء في مجال الطيران منخفضةً، ولكنها في ازدياد. بحلول العام 2010، بلغت نسبة النساء الطيارات المدنيات المُجازات أكثر بقليل من 7% في الولايات المتحدة.
في العام 2008، بلغت النسبة العامة للنساء العاملات في صناعة الطائرات ومركبات الفضاء 16%.
بلغت نسبة مهندسات مركبات الفضاء الجوي 25% في العام 2014. تبلغُ نسبة النساء العاملات ككبار المسؤولين التفيذيين أقل من 6% في شركات الطيران، وفقاً لإحصائية في العام 2015.

## التحيّز ضد المرأة
عادةً ما تُضطرّ النساء على الكدح أكثر لإثباتِ مقدراتهن وأنّهن يكافئن جودةَ الرجال في المجال ذاته. كتبت كلير بوث لوس، «فقط لأنني امرأة، عليّ أن أبذل جهوداً مضاعفةً لتحقيق النجاح. في حال فشلتُ، لا أحد يقول، «ليس لديها الإمكانات اللازمة للنجاح». بل سيبادرون إلى القول، «ليس لدى النساء كافة الإمكانات اللازمة للنجاح»».
لدى الرجال تحيّزات عميقة بخصوص الأدوار التي تؤديها المرأة في قمرة القيادة، ومنها أنّ دورهنّ يقتصرُ على تقديم المشروبات، والأغطية، وهو الأمر الذي يدفع النساء الراغبات في الطيران بالتغلب على هكذا مواقف لدى زملاء المهنة أولاً والمجتمع ثانياً.
في العام 2005، أجرى ميتشل وكرستيفيكس وفيرمويلن مسحاً، وجد أن العديد من الطيّارات النساء إما غير مُدركاتٍ للتحيّز ضدهنّ، أو لم يتعرضن لأي تمييز مباشر. على كل حال، يعتقد الكثير من النساء أن عدد النساء اللواتي يتعرضن للتمييز على أساس الجنس أكثر من عدد أولئك اللواتي يعترفن بتعرّضهن للتمييز.